# Saint-Amans-du-Pech
 Saint-Amans-du-Pech  es una población y comuna francesa, en la región de Mediodía-Pirineos, departamento de Tarn y Garona, en el distrito de Castelsarrasin y cantón de Montaigu-de-Quercy.

## Demografía
| 233 | 207 | 211 | 195 | 200 | 165 |
| Para los censos de 1962 a 1999 la población legal corresponde a la población sin duplicidades (Fuente: INSEE [Consultar]) |     |     |     |     |     |